# Vodafone Ukraine
PJSC VF Ukraine (abans CJSC Ukrainian Mobile Communications i PJSC MTS Ukraine) és el segon operador mòbil més gran d'Ucraïna amb 23,1 milions d'usuaris i, per tant, una quota de mercat del 38% (el setembre de 2014).
Fundada el 1992 per Ukrtelecom, TDC, Royal KPN i Deutsche Telekom, el 2003 va ser adquirida per Mobile TeleSystems (MTS). El 2015, es va reforçar l'associació preexistent amb Vodafone que va començar el 2008.